# Dana Gillespie
Dana Gillespie (Woking, Surrey, 30 de març de 1949) és una cantant i actriu anglesa.

## Biografia
És filla d'un radiologista australià, el baró De Winterstein Gillespie. Tenia quatre anys quan, campiona d'esquí nàutic júnior, un accident va posar final a la seva carrera.
Grava el seu primer àlbum quan només tenia 15 anys; la seva discografia conté avui amb una quarantena de títols.
Al mitjans dels anys 1960, canta folk abans d'orientar-se cap al rock.
És també coneguda per haver estat l'amant de Bob Dylan i de David Bowie (que li va compondre "Andy Warhol", que la va ajudar i va finançar les seves produccions).
Paral·lelament ha actuat en algunes pel·lícules, entre les quals Malher (1974) i The Hound of the Baskervilles (1978).

## Discografia
- Foolish Seasons (Decca, 1967)
- Box of Surprises (Decca, 1969)
- Jesus Crist Superstar (Original London Cast Recording) (MCA, 1973)
- Weren't Born a Man (RCA, 1973)
- Ain't Gonna Play No Second Fiddle (RCA, 1974)
- Mojo Blues Band and the Rockin' Boogie Flu (Bellaphon, 1981)
- Blue Job (Ace, 1982)
- Solid Romance (Bellaphon, 1984)
- Below the Belt (Ace, 1984)
- It Belongs to Me (Bellaphon, 1985)
- I'm a Woman (The Blues Line) (Bellaphon, 1986)
- Move Your Body Close to Me (Bellaphon, 1986)
- Hot News (Gig, 1987)
- Sweet Meat (Blue Horizon, 1989)
- Amor (Gig, 1989)
- Blues It Up (Ace, 1990)
- Where Blue Begins (Ariola, 1991)
- Boogie Woogie Nights (amb Joachim Palden) (Wolf, 1991)
- Big Boy (amb Joachim Palden) (Wolf, 1992)
- Methods of Release (Bellaphon, 1993)
- Andy Warhol (Trident, 1994)
- Blue One (Wolf, 1994)
- Hot Stuff (Ace, 1995)
- Have I Got Blues For You (Wolf, 1996)
- Mustique Blues Festival (yearly since 1996)
- "One to One", "Inner View", "Dream on" amb el pseudònim de Third Man
- Cherry Pie (amb Big Jay McNeely) (Big Jay Records, 1997)
- Back to the Blues (Wolf, 1998)
- Experienced (Ace, 2000)
- Staying Power (Ace, 2003)
- Sing Out (amb Shanthi Sisters) (2004)
- Sacred Space (2005)
- "Live" amb la London Blues Band (Ace, 2007)
- Eternally Yours (2009)
- "Mata Mata (2011)
- I Rest My Case (Ace, 2010)

## Filmografia
Filmografia:
- El Poble dels abismes (1968): Sarah
- Malher (1974): Anna von Mildenburg
- Oblidats pel temps (1977): Ajor
- The Hound of the Baskervilles (1978): Mary Frankland
- Enquesta sobre una passió (1980): Amy Miller